# Campeonato Mundial de Pelota Vasca de 2022
El Campeonato del Mundo de Pelota Vasca de 2022 fue la 19.ª edición del Campeonato del Mundo de Pelota Vasca, organizado por la Federación Internacional de Pelota Vasca. El campeonato se celebró en los frontones de Biarritz, Bayona, Hasparren y Bidart, siendo la cuarta ocasión que se realiza en Francia, la tercera en la ciudad francesa de Biarritz.

## Desarrollo
El torneo se celebró del 23 al 29 de octubre de 2022.

## Países participantes
- Argentina
- Australia
- Bélgica
- Bolivia
- Bosnia y Herzegovina
- Brasil
- Camboya
- Canadá
- Chile
- China
- Colombia
- Costa Rica
- Cuba
- República Dominicana
- El Salvador
- Francia
- Guatemala
- Guinea
- Irlanda
- Italia
- Jamaica
- México
- Países Bajos
- Perú
- Filipinas
- Portugal
- Sudáfrica
- España
- Togo
- Estados Unidos
- Uruguay
- Venezuela

## Especialidades
Se disputaron 16 títulos mundiales en las diferentes especialidades.
Trinquete, seis títulos:
| Especialidad    | Oro                        | Plata                   | Bronce                 |
| --------------- | -------------------------- | ----------------------- | ---------------------- |
| Especialidad    | Masculino                  |                         |                        |
| Mano individual | Sánchez                    | Ducassou                | Mauricio López         |
| Mano parejas    | Maiz - Luquin              | Larralde - Ducassou     | Moreno - Mundo         |
| Paleta cuero    | Larretche - Cambos         | Maldonado - Maldonado   | Beunza - Anso          |
| Paleta goma     | F. Andreasen - A. Villegas | Monserrat - Martínez    | Pucheux - Guillenteguy |
| Xare            | Laberdesque - Driolet      | Lopetegui - Moncada     | Bovis - Etcheverry     |
| Femenino        |                            |                         |                        |
| Paleta goma     | Iturrino - Housset         | Pinto - García Calderón | Ibañez - Murillo       |

Frontón 30 metros, cuatro títulos:
| Especialidad | Oro               | Plata               | Bronce           |
| ------------ | ----------------- | ------------------- | ---------------- |
| Especialidad | Masculino         |                     |                  |
| Pelota goma  | Vidal             | Molina              | Puchoux          |
| Frontenis    | Molina - Vidal    | Espinoza - Espinoza | Cruz - Olivera   |
| Femenino     |                   |                     |                  |
| Pelota goma  | Ardanaz           | Puentes             | Guillenteguy     |
| Frontenis    | Placito - Miranda | Aguillo - Barona    | Darriba - Medina |

Frontón 36 metros, cuatro títulos:
| Especialidad | Oro              | Plata                       | Bronce                                   |       |
| ------------ | ---------------- | --------------------------- | ---------------------------------------- | ----- |
| Especialidad | Mano individual  | Álvarez                     | Retegi                                   | Iroiz |
| Mano parejas | Labaka - Merino  | González - Medina           | Mendiburu - Delamare                     |       |
| Paleta cuero | Ayarra - Labiano | Hourcourigaray - Chatellier | Doratto - Kennedy - Fernández - Billorou |       |
| Pala corta   | Baeza - Ibañez   | Fusto - Firpo               | Necol - Brefel                           |       |

Frontón 54 metros, dos títulos:
| Especialidad | Oro                         | Plata                            | Bronce              |
| ------------ | --------------------------- | -------------------------------- | ------------------- |
| Especialidad | Masculino                   |                                  |                     |
| Cesta punta  | Erkiaga - López             | Goikoetxea - Lekerikabeaskoetxea | Olharan - Minvielle |
| Femenino     |                             |                                  |                     |
| Cesta punta  | Ortiz de Mendivil - Lizardi | Arakistain - Lijardi             | Sorozabal - Laugier |

Frontball, dos títulos:
| Especialidad | Oro          | Plata             | Bronce            |
| ------------ | ------------ | ----------------- | ----------------- |
| Especialidad | Masculino    |                   |                   |
| Frontball    | Iker Espinal | Yohan Eguiabehere | Abraham Moctezuma |
| Femenino     |              |                   |                   |
| Frontball    | Itzel Reyes  | Miriam Arrilaga   | Marie Goyenetche  |

Nota 1: Se señalan únicamente los nombres de los pelotaris que disputaron las finales.

## Medallero
|   | País                | Oro | Plata | Bronce | Total |
| - | ------------------- | --- | ----- | ------ | ----- |
| 1 | España              | 11  | 7     | 2      | 20    |
| 2 | Francia (anfitrión) | 3   | 3     | 9      | 15    |
| 3 | México              | 3   | 3     | 2      | 8     |
| 4 | Argentina           | 1   | 3     | 1      | 5     |
| 5 | Estados Unidos      | 0   | 1     | 1      | 2     |
| 6 | Cuba                | 0   | 0     | 1      | 1     |